# Cleveland Cavaliers 2009-2010
La stagione 2009-10 dei Cleveland Cavaliers fu la 40ª nella NBA per la franchigia.
I Cleveland Cavaliers vinsero la Central Division della Eastern Conference con un record di 61-21. Nei play-off vinsero il primo turno con i Chicago Bulls (4-1), perdendo poi la semifinale di conference con i Boston Celtics (4-2).

## Roster
| N° | Naz.                   | Ruolo | Sportivo           | Anno | Alt. | Peso |
| -- | ---------------------- | ----- | ------------------ | ---- | ---- | ---- |
| 00 | Stati Uniti (bandiera) | A     | Darnell Jackson    | 1985 | 206  | 115  |
| 1  | Stati Uniti (bandiera) | G     | Daniel Gibson      | 1986 | 188  | 86   |
| 2  | Stati Uniti (bandiera) | G     | Mo Williams        | 1982 | 185  | 84   |
| 3  | Stati Uniti (bandiera) | G     | Sebastian Telfair  | 1985 | 183  | 75   |
| 4  | Stati Uniti (bandiera) | A     | Antawn Jamison     | 1976 | 203  | 101  |
| 5  | Stati Uniti (bandiera) | G     | Coby Karl          | 1983 | 196  | 98   |
| 9  | Stati Uniti (bandiera) | G     | Cedric Jackson     | 1986 | 191  | 87   |
| 11 | Lituania (bandiera)    | C     | Žydrūnas Ilgauskas | 1975 | 221  | 108  |
| 13 | Stati Uniti (bandiera) | G     | Delonte West       | 1983 | 193  | 82   |
| 14 | Stati Uniti (bandiera) | A     | Danny Green        | 1987 | 198  | 95   |
| 15 | Stati Uniti (bandiera) | A     | Jamario Moon       | 1980 | 203  | 93   |
| 17 | Brasile (bandiera)     | A     | Anderson Varejão   | 1982 | 208  | 104  |
| 18 | Stati Uniti (bandiera) | G     | Anthony Parker     | 1975 | 198  | 98   |
| 21 | Stati Uniti (bandiera) | A     | J.J. Hickson       | 1988 | 206  | 110  |
| 23 | Stati Uniti (bandiera) | A     | LeBron James       | 1984 | 203  | 109  |
| 31 | Stati Uniti (bandiera) | A     | Jawad Williams     | 1983 | 206  | 99   |
| 33 | Stati Uniti (bandiera) | C     | Shaquille O'Neal   | 1972 | 216  | 147  |
| 44 | Stati Uniti (bandiera) | A     | Leon Powe          | 1984 | 203  | 104  |

## Staff tecnico
- Allenatore: Mike Brown
- Vice-allenatori: Hank Egan, Melvin Hunt, Chris Jent, Michael Malone
- Vice-allenatore per lo sviluppo dei giocatori: Lloyd Pierce
- Preparatore fisico: Stan Kellers
- Preparatore atletico: Max Benton